# Fjodor Jurtjichin
Fjodor Nikolajevitj Jurtjichin (ryska: Фёдор Николаевич Юрчихин), född 3 januari 1959 i Batumi, är en rysk kosmonaut. Han tillhörde Expedition 15, Expedition 24/25, Expedition 36/37 och Expedition 51/52 på rymdstationen ISS.

## Familjeliv
Jurtjichin är gift och har två döttrar.

## Rymdfärder
Fjodor Jurtjichin har deltagit i 
- STS-112
- Sojuz TMA-10, Expedition 15.
- Sojuz TMA-19, Expedition 24/25
- Sojuz TMA-09M, Expedition 36/37
- Sojuz MS-04, Expedition 51/52